# Almerico II

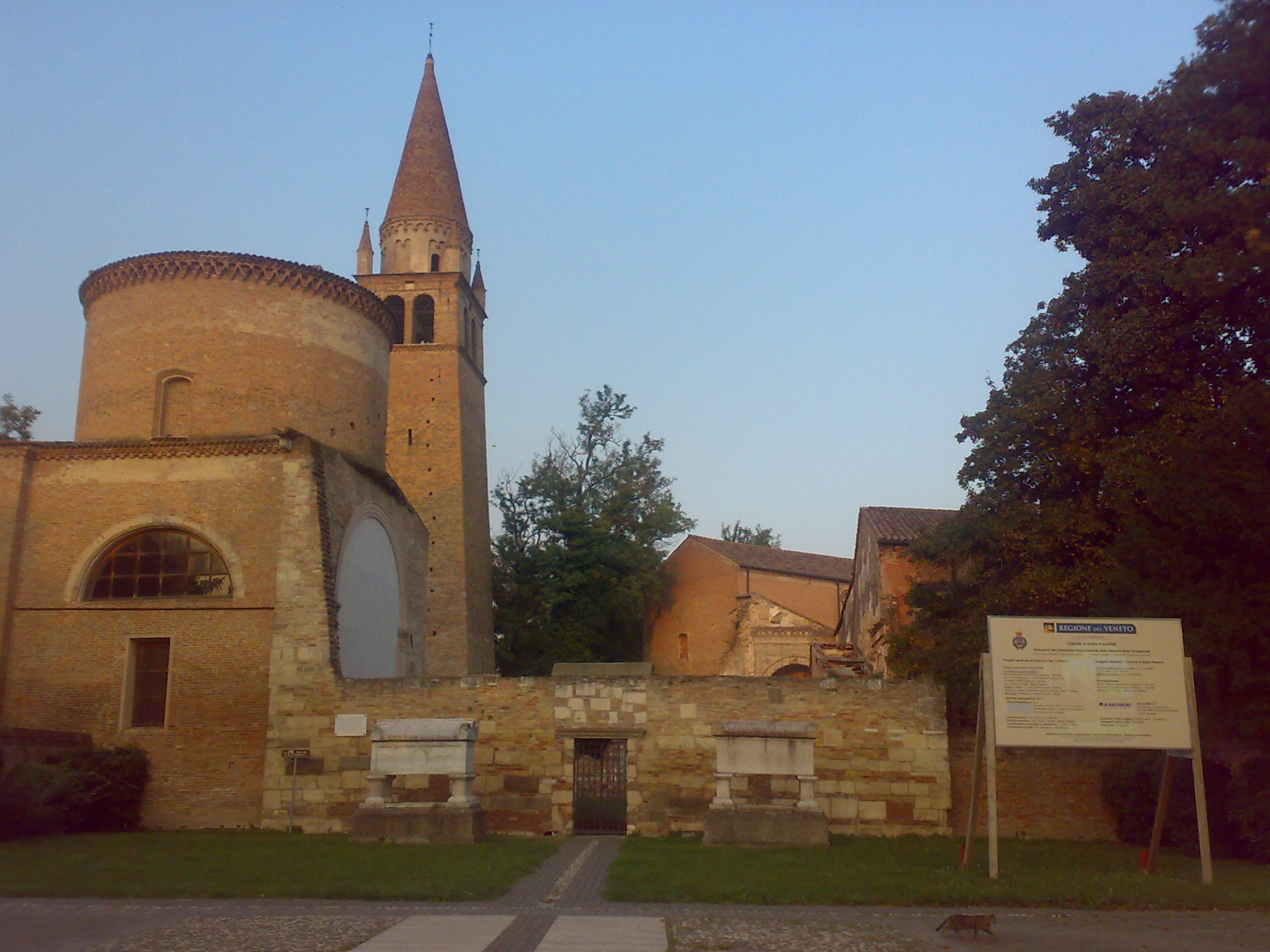
Badia Polesine, complesso dell'Abbazia della Vangadizza

Almerico di Mantova (X secolo – dicembre 954) è stato un nobile italiano.

## Biografia
Noto come Almerico marchese di Mantova, era un vassallo dell'imperatore Ottone I e ricchissimo proprietario terriero le cui proprietà si estendevano dal Veneto al modenese.
Sposò Franca Lanfranchi, figlia di Lanfranco conte di Bergamo.
Agli inizi del 900 fece edificare l'Abbazia della Vangadizza a Badia Polesine.
Nel 947 Almerico fece donazione alla diocesi di Ferrara, nelle mani del vescovo Martino, di ampi possedimenti nel ferrarese.